# 片岡一則
片岡一則（日语：／ Kataoka Kazunori ?，1950年11月27日—），日本生物医学工程、生物材料学者，美國醫學與生物工程院院士，美國國家工程院外籍院士，日本東京大学教授。

## 生平
東京大學工學部畢業，工學博士（東京大學）。
曾任職於東京女子醫科大學、法國巴黎大學（客座）、東京理科大学、日本東北大學（客座）、德國慕尼黑大學（客座）、中國浙江大學（客座）、中國四川大學（客座）、中國哈爾濱工業大學（客座）、韓國成均館大學（兼任）。
因為開創高分子奈米技術的藥物傳導（DDS）的成就，被視為競爭諾貝爾生理學或醫學獎的有力人選。

## 榮譽
- 1993年 – 日本生物材料學會（日语：日本バイオマテリアル学会）獎
- 1994年 – Journal of Controlled Release, Outstanding Paper Award
- 2000年 – 高分子学会（日语：高分子学会）獎
- 2005年 – Clemson Award for Basic Research（美國生物材料學會）[1]
- 2006年 – Barré Award（加拿大蒙特利爾大學）
- 2006年 – Latta Lectureship Award（美國內布拉斯加大學醫院）[2]
- 2008年 – Founder’s Award（美國控釋學會）[3]
- 2009年 – NIMS Award[4]
- 2010年 – 文部科学大臣表彰科学技術賞
- 2012年 – 洪堡研究奖[5]
- 2012年 – 第9回江崎玲於奈獎（日语：江崎玲於奈賞）（由諾貝爾獎得主江崎玲於奈選考）[6]
- 2014年 – 高分子学会高分子科学功績賞[7]
- 2014年 – Lifetime Achievement Award: Journal of Drug Targeting[8]
- 2015年 – Gutenberg Research Award:（德國美因茨大學）[9]
- 2016年 – Louis W. Busse Lectureship Award（美國威斯康辛大學麥迪遜分校）
- 2016年 – 日本生物材料學會功績賞[10]
- 2017年 – 赫伯特·布朗講座獎（美國普渡大學）[11]
- 2017年 – 高松宮妃癌研究基金（日语：高松宮妃癌研究基金）學術獎
- 2023年 – Biomaterials Global Impact 獎[12]
- 2023年 – 向井獎[13]
- 2023年 – Research.com 2023 Chemistry in Japan Leader Award[14]
- 2023年 – Research.com 2023 Materials Science in Japan Leader Award[14]
- 2023年 – 科睿唯安引文桂冠獎

- 1999年 - 美國醫學與生物工程院院士
- 2012年 – 美國控釋學會（Controlled Release Society）會長
- 2017年 – 美國國家工程院外籍院士[15]
- 2017年 – 美國國家發明家科學院院士[16]
- 2018年 – 德國美因茨大學榮譽博士（Doctor Honoris Causa）
- 2018年 – Highly Cited Researchers (Web of Science, Clarivate Analytics)
- 2019年 – Highly Cited Researchers (Web of Science, Clarivate Analytics)
- 2020年 – Highly Cited Researchers (Web of Science, Clarivate Analytics)
- 2021年 – Highly Cited Researchers (Web of Science, Clarivate Analytics)[17]
- 2022年 – Highly Cited Researchers (Web of Science, Clarivate Analytics)[18]

## 外部連結
- 教員紹介｜東京大学大学院 工学系研究科 バイオエンジニアリング専攻
- 片岡 一則 - FIRSTサイエンスフォーラム